# Fanfik (film)
Fanfik – polski młodzieżowy dramat filmowy z 2023 roku w reżyserii Marty Karwowskiej na podstawie powieści Natalii Osińskiej o tym samym tytule. Obraz opowiada o odkrywaniu swojej tożsamości przez transpłciowego nastolatka, Tośka i jego pierwszej miłości.

## Obsada
- Alin Szewczyk jako Tosiek
- Jan Cięciara jako Leon
- Dobromir Dymecki jako Marcin
- Wiktoria Kruszczyńska jako Matylda
- Maja Szopa jako Emilia
- Agnieszka Rajda jako Roksana
- Krzysztof Oleksyn jako Konrad
- Ignacy Liss jako Maks
- Oskar Rybaczek jako Artur
- Anna Krotoska jako Jastrzębska
- Sylwia Achu jako wychowawczyni
- Marcin Perchuć jako ojciec Konrada
- Adam Cywka jako ojciec Maksa
- Helena Sujecka jako ekspedientka